# 柏原市立堅下南小学校
柏原市立堅下南小学校（かしわらしりつ かたしもみなみしょうがっこう）は、大阪府柏原市安堂町にある公立小学校。

## 沿革
- 1977年（昭和52年）4月1日 - 開校。

## 通学区域
- 太平寺1丁目のうち4番～13番、太平寺2丁目のうち太平寺地番表示区域、安堂町、高井田（但し、894・897・898・904・905・908・922・923・924・1000・1004・1223・1224・1226・1227・1257・1258・1269・1287・1288・1326番地を除く）[1]

※卒業後は基本的に柏原市立堅下南中学校に進学する。

## 著名な出身者
- 和田実莉（バレーボール選手）